# Ludwik Maria Łubieński
Ludwik Maria Łubieński herbu Pomian (ur. 6 maja 1912 w Kazimierzy Wielkiej, zm. 22 stycznia 1996 w Londynie, pochowany w Kazimierzy Wielkiej), – polski prawnik, major, oficer łącznikowy Wojska Polskiego, szef polskiej misji morskiej w Gibraltarze, były sekretarz przedwojennego szefa dyplomacji Józefa Becka, pracownik polskiej sekcji Radia Wolna Europa. Był naocznym świadkiem wydarzeń związanych ze śmiercią gen. Sikorskiego.

## Rodzina
Urodził się jako młodszy syn Leona i Leopoldyny z Hutten-Czapskich (siostry Józefa Czapskiego) w rodzinnym majątku, Kazimierza Wielka. Jego żoną była Elżbieta z Tyszkiewiczów, z którą po wojnie miał trójkę dzieci w Anglii: Różę – która przyjęła pseudonim artystyczny 'Rula Lenska', kiedy wybrała zawód aktorki na brytyjskiej scenie, Gabrielę i Annę. Rodzina zamieszkała w Londynie.

## Życiorys
W 1934 ukończył studia prawnicze na Uniwersytecie Jana Kazimierza. W sierpniu 1937 został urzędnikiem Konsulatu RP w Rzymie. 3 lipca 1939 został sekretarzem ministra spraw zagranicznych Józefa Becka, od 25 sierpnia 1939 był oficerem łącznikowym pomiędzy MSZ i Kwaterą Główną Naczelnego Wodza. 18 września 1939 razem z Beckiem przedostał się do Rumunii. Skierowany do obozu odosobnienia w Cerizay. Od marca 1940 przebywał w Wielkiej Brytanii, początkowo służył w sztabie gen. Bronisława Regulskiego, dowodzącego polskim zgrupowaniem pancernym we Francji. W latach 1941–1943 był oficerem do zadań specjalnych Sztabu Najwyższego Wodza. W marcu 1943 objął na Gibraltarze funkcję szefa Polskiej Misji Morskiej. Dnia 4 lipca 1943 roku na Gibraltarze był naocznym świadkiem katastrofy, w której zginął gen. Władysław Sikorski. Na podstawie jego relacji James Robert Norton-Amora, urzędnik stanu cywilnego w Gibraltarze, sporządził akt zgonu generała. Część historyków kwestionuje prawdziwość jego relacji. Łubieński był także pierwszą osobą, która zawiadomiła Londyn o śmierci gen. Sikorskiego w katastrofie. Od września 1943 był oficerem łącznikowym Naczelnego Dowództwa Alianckiego w Algierze i Neapolu, od czerwca 1944 do września 1949 służył jako oficer do zleceń gen. Władysława Andersa.
Po wojnie w latach 1949–1958 pracował w londyńskim biurze gen. Andersa. W latach 1958–1968 był dyrektorem Rady Polonii Amerykańskiej na Europę z siedzibą w Monachium. od 1968 do 1979 pracował w Radiu Wolna Europa, gdzie pełnił funkcję kierownika Działu Produkcji w sekcji polskiej. Następnie przeszedł na emeryturę. W latach 1982–1991 był członkiem Rady Narodowej RP. Od 1981 do 1990 był przewodniczącym Głównej Komisji Skarbu Narodowego, a także przewodniczył Komisji Likwidacyjnej Skarbu Narodowego. W 1988 był wiceprzewodniczącym Rady Pomocy Uchodźcom.

## Odznaczenia
- Krzyż Komandorski z Gwiazdą Orderu Odrodzenia Polski (1989)[12]
- Krzyż Komandorski Orderu Odrodzenia Polski (3 maja 1984)[13]